# Erika Sirola
Erika Sirola (* 13. November 1998 in Finnland) ist eine finnische Sängerin.

## Leben
Erika Sirola wuchs als Tochter einer Kanadierin und eines Finnen in Espoo auf. Bereits im Alter von 13 Jahren wurde sie vom Produzenten Jurek Reunamäki entdeckt, der sie bei Kaiku Entertainment unter Vertrag nahm.
Nach dem Abitur erhielt sie eine Anfrage von Edward Shapiro, der unter anderem Rihanna und Jay-Z vertritt, der sie in die Vereinigten Staaten einlud, wo sie an Probeaufnahmen teilnahm. Im Sommer 2017 sang sie auf zwei Songs für das Weihnachtsalbum von Kaskade.
Der endgültige Durchbruch gelang ihr als Gastsängerin auf dem Song Speechless von Robin Schulz, der sich sowohl in den deutschen, österreichischen und Schweizer, als auch in den finnischen Charts, platzieren konnte.

## Diskografie
Singles
- 2018: Deck the Halls (Kaskade feat. Erika Sirola)
- 2018: Holy Night (Kaskade feat. Erika Sirola)
- 2018: Speechless (Robin Schulz feat. Erika Sirola)

## Auszeichnungen für Musikverkäufe
| Goldene Schallplatte - Australien - 2023: für die Single Speechless - Belgien - 2019: für die Single Speechless - Kanada - 2020: für die Single Speechless - Spanien - 2024: für die Single Speechless | Platin-Schallplatte - Frankreich - 2020: für die Single Speechless - Italien - 2019: für die Single Speechless 3× Platin-Schallplatte - Polen - 2021: für die Single Speechless |

Anmerkung: Auszeichnungen in Ländern aus den Charttabellen bzw. Chartboxen sind in ebendiesen zu finden.
| Land/RegionAuszeichnungen für Musikverkäufe (Land/Region, Auszeichnungen, Verkäufe, Quellen) | Gold     | Platin     | Verkäufe | Quellen             |
| -------------------------------------------------------------------------------------------- | -------- | ---------- | -------- | ------------------- |
| Australien (ARIA)                                                                            | Gold1    | —          | 35.000   | aria.com.au         |
| Belgien (BRMA)                                                                               | Gold1    | —          | 20.000   | ultratop.be         |
| Deutschland (BVMI)                                                                           | —        | Platin1    | 400.000  | musikindustrie.de   |
| Frankreich (SNEP)                                                                            | —        | Platin1    | 200.000  | snepmusique.com     |
| Italien (FIMI)                                                                               | —        | Platin1    | 50.000   | fimi.it             |
| Kanada (MC)                                                                                  | Gold1    | —          | 40.000   | musiccanada.com     |
| Österreich (IFPI)                                                                            | —        | Platin1    | 30.000   | ifpi.at             |
| Polen (ZPAV)                                                                                 | —        | 3× Platin3 | 150.000  | olis.pl             |
| Schweiz (IFPI)                                                                               | —        | Platin1    | 20.000   | hitparade.ch        |
| Spanien (Promusicae)                                                                         | Gold1    | —          | 30.000   | elportaldemusica.es |
| Insgesamt                                                                                    | 4× Gold4 | 8× Platin8 |          |                     |